# Vildheks
Vildheks ist eine Romanreihe der Phantastik von Lene Kaaberbøl, einer der umsatzstärksten dänischen Kinderbuchautorinnen. Die Reihe wurde 2018 verfilmt.

## Autorin
Die dänische Autorin Lene Kaaberbøl wurde 1960 in Kopenhagen geboren. Sie ist eine der am bestverdienenden und bekanntesten Kinderbuchautorinnen Dänemarks.

## Buchreihe
Die Buchreihe „Vildheks“ besteht aus sechs Büchern.
- 2010: Vildheks 1: Ildprøven
  - deutschsprachige Ausgabe: Wildhexe – Die Feuerprobe:
  - Die 12-jährige Clara ist ein ganz normales Mädchen, bis zu dem Tag an dem sie von einem riesigen schwarzen  Kater gekratzt wird, worauf sie an der "Katzenkrankheit" erkrankt. Als sie von ihrer Tante Isa zum ersten Mal erfährt, erklärt diese ihr, dass sie eine Wildhexe ist. Jemand, der mit Tieren und Pflanzen verbunden ist und ihnen hilft. Als Chimära, eine böse geflügelte Wildhexe, sie entführt, schafft Clara es sie zu verjagen. Sie klagt Chimära vor dem Rat der Rabenmütter an. Diese verteidigt sich hart und greift zu dem alten Gesetz, das sagt, dass jeder Anklagende durch die tödliche aus vier Teilen bestehende Feuerprobe kommen muss, um die Anklage zu beweisen. Als Clara es trotzdem schafft, flieht Chimära. Der Kater wird zu Claras Wildfreund.
- 2011: Vildheks 2: Viridians blod
  - deutschsprachige Ausgabe: Wildhexe – Die Botschaft des Falken
- 2011: Vildheks 3: Kimæras hævn
  - deutschsprachige Ausgabe: Wildhexe – Chimäras Rache
- 2012: Vildheks 4: Blodsungen
  - deutschsprachige Ausgabe: Wildhexe – Blutsschwester
- 2013: Vildheks 5: Fjendeblod
  - deutschsprachige Ausgabe: Wildhexe – Das Labyrinth der Vergangenheit
- 2014: Vildheks 6: Genkommeren
  - deutschsprachige Ausgabe: Wildhexe – Das Versprechen

## Verfilmung
2018 wurde der Film „Vildheks“ (im deutschen Sprachraum auch Wildhexe) veröffentlicht. Er handelt von der zwölfjährigen Clara, die herausfindet, dass sie eine Wildhexe, ein naturverbundenes Zauberwesen, ist. Kurz darauf muss sie ihre Zauberinnenlehre in einem dänischen Wald antreten bei einer Tante, von der sie bisher nicht wusste, dass es sie gab. Denn die böse Hexe Kimæra ist hinter ihr her. Das Blut von Clara kann nämlich die böse Hexe Bravita Blodsunge befreien, die darauf aus ist die wilde Welt zu unterwerfen.

## Weitere Literatur
- Vildheks. Abgerufen am 13. Oktober 2018.